# Тиндейл, Уильям
Уильям Тиндейл (англ. William Tyndale; ок. 1494, Глостершир — 6 октября 1536) — английский учёный-гуманист, протестантский реформатор и переводчик Библии. Его перевод Нового и части Ветхого Завета на английский язык известен как Библия Тиндейла.

## Биография

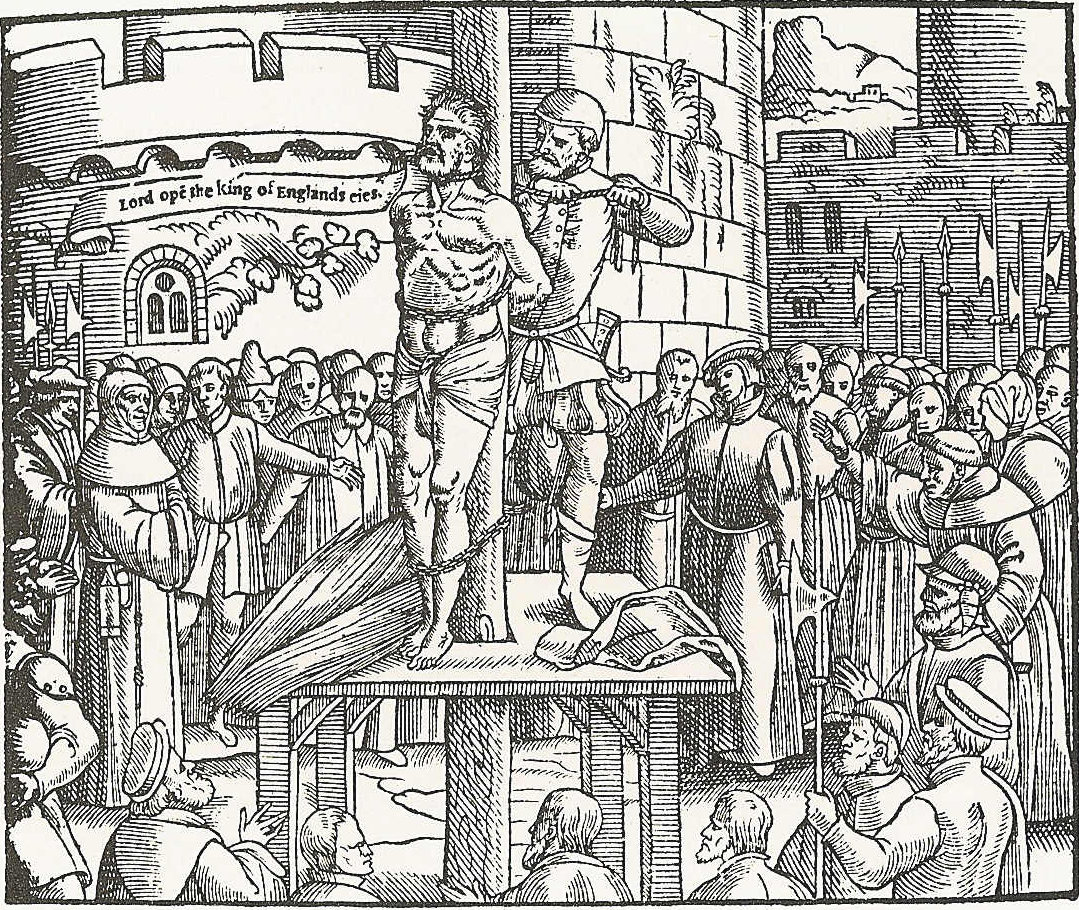
Казнь У. Тиндейла. Иллюстрация из «Книги мучеников Фокса»

Родился в графстве Глостершир около 1490—1494 года. Учился в Оксфордском университете и преподавал в Кембриджском университете. Изучив сочинения Эразма Роттердамского оказался под сильным их влиянием и утвердился в мысли, что люди должны иметь возможность читать Библию на родном языке. После того как английские церковные власти воспрепятствовали переводу Библии на английский, он начал работать в Германии на средства, полученные от лондонских купцов.
К 1525 году завершил перевод Нового Завета, который, невзирая на все запреты, тут же оказался востребованным в Англии. После этого принялся за Ветхий Завет.
Власти отвергли перевод Тиндейла, а епископ Лондонский скупил большое количество экземпляров и устроил их торжественное сожжение.
Тиндейл дважды подвергал свой перевод Нового Завета тщательному редактированию, а к 1566 году уже было издано сороковое по счёту издание.
В 1536 году Тиндейл был схвачен в Антверпене в Бельгии и задушен, а затем сожжён как еретик недалеко от Брюсселя 6 октября.
К тому моменту уже было напечатано 50 тысяч экземпляров Нового Завета, вдохновивших последующих многочисленных переводчиков Библии.